# Phoenix (álbum de Asia)
Phoenix es el décimo álbum de estudio de la banda británica de rock progresivo Asia y fue publicado en 2008.
Este disco fue lanzado en distintas fechas según la región; en Europa fue publicado el 11 de abril por Frontiers Records, en Estados Unidos el 15 de abril por EMI  y en Japón el 23 del mismo mes a cargo de King Records, todos en 2008.  Este álbum fue el primero en presentar a los cuatro miembros originales del grupo (John Wetton, Geoff Downes, Carl Palmer y Steve Howe) desde su segundo álbum de estudio Alpha de 1983.
Según el crítico de Allmusic, Stephen Thomas Erlewine, con este álbum, Asia renació de sus cenizas, así como el ave fénix y realizaron un álbum de estudio después de 25 años con la alineación original. La imagen de portada fue trabajo de Roger Dean.
Este disco fue grabado en los estudios Liscombe Park en Buckinghamshire, Inglaterra y masterizado por John Dent en Loud Mastering, Gran Bretaña.
Este álbum tiene diferentes canciones extras de acuerdo a la región de publicación, pues en la versión europea se encuentra una versión acústica de la canción «An Extraordinary life», mientras que en la edición japonesa se enlistó el tema «I Will Remember You», también en acústico.
Phoenix se ubicó en la 73.º posición del Billboard 200 estadounidense.  Este fue el primer álbum de Asia que se posiciona en dicha lista desde su álbum Astra, desde 1985.
En el Reino Unido, este álbum también logró entrar en las listas de popularidad, pero muy apenas se colocó en el 166.º lugar de la UK Albums Chart.

## Lista de canciones
| Side one |                                          |                                            |          |  |
| N.º      | Título                                   | Escritor(es)                               | Duración |  |
| 1.       | «Never Again»                            | John Wetton / Geoff Downes                 | 4:54     |  |
| 2.       | «Nothing's Forever»                      | John Wetton                                | 5:46     |  |
| 3.       | «Heroine»                                | Wetton / Downes                            | 4:54     |  |
| 4.       | «Sleeping Giant / No Way Back / Reprise» | Wetton / Downes                            | 8:10     |  |
| 5.       | «Alibis»                                 | Wetton / Downes / Carl Palmer / Steve Howe | 5:40     |  |
| 6.       | «I Will Remember You»                    | Wetton / Downes                            | 5:12     |  |
| 7.       | «Shadow of a Doubt»                      | Wetton / Downes                            | 4:18     |  |
| 8.       | «Parallel Worlds / Vortex / Déyà»        | Wetton / Downes                            | 8:13     |  |
| 9.       | «Wish I'd Known All Along»               | Steve Howe                                 | 4:06     |  |
| 10.      | «Orchard Of Mines»                       | Daniel Fayman / Jeffrey Pursey             | 5:12     |  |
| 11.      | «Over and Over»                          | Steve Howe                                 | 3:33     |  |
| 12.      | «An Extraordinary Life»                  | Wetton / Downes                            | 4:59     |  |

### Edición limitada europea
| Side one |                                    |                 |          |  |
| N.º      | Título                             | Escritor(es)    | Duración |  |
| 13.      | «An Extraordinary Life (acústico)» | Wetton / Downes | 4:16     |  |

### Edición limitada japonesa
| Side one |                                  |                 |          |  |
| N.º      | Título                           | Escritor(es)    | Duración |  |
| 14.      | «I Will Remember You (acústico)» | Wetton / Downes | 5:14     |  |

## Créditos

### Asia
- John Wetton — voz y bajo
- Geoff Downes — teclado
- Carl Palmer — batería y percusiones
- Steve Howe — guitarra acústica,  guitarra eléctrica y steel guitar

### Músico adicional
- Hugh McDowell — violinchelo (en los temas «An Extraordinary Man» y «I Will Remember You»)

### Personal técnico
- Asia — productor
- Steve Rispin — productor, ingeniero de sonido y mezclador (en las canciones 2, 4, 6, 7 y 10)
- Estudios Liscombe Park — grabación
- John Dent — masterizador
- Evren Göknar — masterizador
- Loud Mastering - masterización
- Simon Hanhart — mezclador (en las canciones 1, 3 y 12)
- Curtis Schwartz - mezclador (en las canciones 5, 8, 9 y 11)
- Roger Dean — diseñador del logo de portada
- Martyn Dean — diseñador de portada y editor de computadora

## Listas
| Año  | País           | Lista           | Posición máxima |
| ---- | -------------- | --------------- | --------------- |
| 2008 | Estados Unidos | Billboard 200   | 73.º            |
| 2008 | Reino Unido    | UK Albums Chart | 166.º           |